# Llista de biblioteques de la província de València

## Camp de Morvedre
| Nom                                                                              | Municipi               | Adreça                                                      | Foto               | Clica per a pujar la foto              |
| -------------------------------------------------------------------------------- | ---------------------- | ----------------------------------------------------------- | ------------------ | -------------------------------------- |
| Agència de Lectura Municipal d'Albalat dels Tarongers                            | Albalat dels Tarongers | Carrer Major, 4, 1º. 46591 Albalat dels Tarongers           | [[Fitxer:\|100px]] | Clica ací per a carregar la teua image |
| Agència de Lectura Municipal d'Alfara de la Baronia                              | Alfara de la Baronia   | Plz. Iglesia, 3, Casa Abadía. 46148 Alfara de la Baronia    | [[Fitxer:\|100px]] | Clica ací per a carregar la teua image |
| Agència de Lectura Municipal d'Algar de Palància                                 | Algar de Palància      | Plaça de Castelló, 1, 1º. 46593 Algar de Palància           | [[Fitxer:\|100px]] | Clica ací per a carregar la teua image |
| Agència de Lectura Municipal Mestra Carmen Jimeno Serrano                        | Benavites              | Carrer Major 7. 46510 Benavites                             | [[Fitxer:\|100px]] | Clica ací per a carregar la teua image |
| Agència de Lectura Municipal de Benifairó de les Valls                           | Benifairó de les Valls | Carrer del Bon Succés, 5. 46511 Benifairó de les Valls      | [[Fitxer:\|100px]] | Clica ací per a carregar la teua image |
| Biblioteca Pública Municipal de Canet d'en Berenguer - Ausiàs March              | Canet d'en Berenguer   | Plaça de l'Església, 7. 46529 Canet d'en Berenguer          | [[Fitxer:\|100px]] | Clica ací per a carregar la teua image |
| Agència de Lectura Municipal de Faura                                            | Faura                  | Carrer Cervantes, 57. 46512 Faura                           |                    | Clica ací per a carregar la teua image |
| Agència de Lectura Municipal de Gilet                                            | Gilet                  | C/ Nou d'Octubre, 1. 46149 Gilet                            | [[Fitxer:\|100px]] | Clica ací per a carregar la teua image |
| Biblioteca Provincial dels Pares Franciscans de València                         | Gilet                  | Monasterio de Santo Espíritu del Monte. 46149 Gilet         | [[Fitxer:\|100px]] | Clica ací per a carregar la teua image |
| Agència de Lectura Municipal de Quart de les Valls                               | Quart de les Valls     | C/ La Fuente, 63. 46510 Quart de les Valls                  | [[Fitxer:\|100px]] | Clica ací per a carregar la teua image |
| Agència de Lectura Municipal de Quartell - Mestre Ferri                          | Quartell               | Plaça d'Espanya, 3. 46510 Quartell                          | [[Fitxer:\|100px]] | Clica ací per a carregar la teua image |
| Biblioteca del Centre Asociat de la UNED d'Alzira-València - Aula de Sagunt      | Sagunt                 | Avda. Fausto Caruana, s/n, Edificio I.E.S. Camp de Morvedre | [[Fitxer:\|100px]] | Clica ací per a carregar la teua image |
| Biblioteca Pública Municipal de el Port de Sagunt - Centre Cívic                 | Sagunt                 | Jardines Antiguo Sanatorio AHM, s/n                         | [[Fitxer:\|100px]] | Clica ací per a carregar la teua image |
| Biblioteca Pública Municipal de Sagunt - Cronista Chabret                        | Sagunt                 | Plaça del Cronista Chabret, 20. 46500 Sagunt                | [[Fitxer:\|100px]] | Clica ací per a carregar la teua image |
| Centre de Documentació del Centr d'Educació Ambiental de la Comunitat Valenciana | Sagunt                 | Ctra. de la Siderurgia, Km. 2. 46500 Sagunt                 | [[Fitxer:\|100px]] | Clica ací per a carregar la teua image |

## Camp de Túria
| Nom                                                                                     | Municipi             | Adreça                                                          | Foto               | Click per a pujar foto                 |
| --------------------------------------------------------------------------------------- | -------------------- | --------------------------------------------------------------- | ------------------ | -------------------------------------- |
| Biblioteca Pública de Benaguasil                                                        | Benaguasil           | Plz. Mayor, 7                                                   |                    | Clica ací per a carregar la teua image |
| Agència de Lectura Municipal de Benissanó                                               | Benissanó            | Plz. Vicente Mañez, 11                                          |                    | Clica ací per a carregar la teua image |
| Biblioteca de la Unitat de Servei de Base Jaume I (USBA Jaume I)                        | Bétera               | Ctra. Bétera-Portacoeli, s/n                                    | [[Fitxer:\|100px]] | Clica ací per a carregar la teua image |
| Biblioteca Pública Municipal de Bètera                                                  | Bétera               | Avda. Valencia, 26                                              | [[Fitxer:\|100px]] | Clica ací per a carregar la teua image |
| Agència de Lectura Municipal de Casinos                                                 | Casinos              | Carrer Major, 5. 46171 Casinos                                  |                    | Clica ací per a carregar la teua image |
| Biblioteca Pública Municipal de l'Eliana                                                | l'Eliana             | Carrer del General Pastor, 34. 46183 L'Eliana                   |                    | Clica ací per a carregar la teua image |
| Biblioteca Pública Municipal de La Pobla de Vallbona                                    | la Pobla de Vallbona | c/ Colón, 95                                                    | [[Fitxer:\|100px]] | Clica ací per a carregar la teua image |
| Agència de Lectura Municipal de Llíria                                                  | Llíria               | c/ Andóval, 2. 46160 Llíria                                     | [[Fitxer:\|100px]] | Clica ací per a carregar la teua image |
| Biblioteca Pública Municipal de Llíria - L'Almodí                                       | Llíria               | c/ Purísima, 50                                                 | [[Fitxer:\|100px]] | Clica ací per a carregar la teua image |
| Agència de Lectura Municipal de Loriguilla                                              | Loriguilla           | Avda. del Oeste, 15                                             |                    | Clica ací per a carregar la teua image |
| Agència de Lectura Municipal de Marines - Josefina Escrig                               | Marines              | c/ Doctor Fleming, s/n                                          | [[Fitxer:\|100px]] | Clica ací per a carregar la teua image |
| Sala de Lectura de la Base - General Almirant                                           | Marines              | Ctra. Liria-Olocau, s/n                                         | [[Fitxer:\|100px]] | Clica ací per a carregar la teua image |
| Sala de Lectura del Regiment d'Artilleria Antiaèria nº 81 (RAAA 81). Marines (València) | Marines              | Ctra. Marines - Olocau, s/n                                     | [[Fitxer:\|100px]] | Clica ací per a carregar la teua image |
| Sala de Lectura del Regiment de Cavalleria Lleuger Cuirassat Lusitània nº 8             | Marines              | Ctra. Marines-Olocau, s/n                                       | [[Fitxer:\|100px]] | Clica ací per a carregar la teua image |
| Sala de Lectura del Regiment de Transmisions nº 21                                      | Marines              | Ctra. Marines-Olocau, s/n                                       | [[Fitxer:\|100px]] | Clica ací per a carregar la teua image |
| Agència de Lectura Municipal de Nàquera                                                 | Nàquera              | c/ Vinyes Perdudes, 16. 46119 Nàquera                           | [[Fitxer:\|100px]] | Clica ací per a carregar la teua image |
| Agència de Lectura Pública Municipal de Riba-roja de Túria - II                         | Riba-roja de Túria   | c/ Cervantes, s/n                                               | [[Fitxer:\|100px]] | Clica ací per a carregar la teua image |
| Biblioteca Pública Municipal de Riba-roja de Túria - I                                  | Riba-roja de Túria   | c/ Trinquete, 1                                                 |                    | Clica ací per a carregar la teua image |
| Agència de Lectura Municipal de Serra                                                   | Serra                | c/ del Empedrado, 17, Bajo. 46118 Serra                         | [[Fitxer:\|100px]] | Clica ací per a carregar la teua image |
| Biblioteca de Pacients de l'Hospital Doctor Moliner                                     | Serra                | c/ Porta - Coeli, s/n. 46118 Serra                              | [[Fitxer:\|100px]] | Clica ací per a carregar la teua image |
| Biblioteca de Personal de l'Hospital Doctor Moliner                                     | Serra                | c/ Porta - Coeli, s/n. 46118 Serra                              | [[Fitxer:\|100px]] | Clica ací per a carregar la teua image |
| Biblioteca Pública Municipal de Vilamarxant                                             | Vilamarxant          | Plz. Iglesia, 7, Antigua casa de la Juventud. 46191 Vilamarxant | [[Fitxer:\|100px]] | Clica ací per a carregar la teua image |

## Canal de Navarrés
| Nom                                                     | Municipi | Adreça                                    | Foto               | Click per a pujar foto                 |
| ------------------------------------------------------- | -------- | ----------------------------------------- | ------------------ | -------------------------------------- |
| Agència de Lectura Municipal de Bicorb                  | Bicorb   | c/ de la Iglesia, 11, Bajo                | [[Fitxer:\|100px]] | Clica ací per a carregar la teua image |
| Agència de Lectura Municipal de Bolbait                 | Bolbait  | c/ Santa Cecilia, 17, 1º                  |                    | Clica ací per a carregar la teua image |
| Biblioteca Pública Municipal d'Énguera - Jaime Barberán | Énguera  | Plaza de Manuel Tolsá, s/n. 46810 Enguera | [[Fitxer:\|100px]] | Clica ací per a carregar la teua image |
| Agència de Lectura Municipal de Quesa                   | Quesa    | c/ Hernán Cortés, 4. 46824 Quesa          |                    | Clica ací per a carregar la teua image |

## Costera
| Nom                                                                              | Municipi              | Adreça                                                          | Foto               | Click per a pujar foto                 |
| -------------------------------------------------------------------------------- | --------------------- | --------------------------------------------------------------- | ------------------ | -------------------------------------- |
| Agència de Lectura Municipal de Barxeta - Enric Valor                            | Barxeta               | Carrer Jaume I, 3. 46667 Barxeta                                | [[Fitxer:\|100px]] | Clica ací per a carregar la teua image |
| Biblioteca Pública Municipal de Canals                                           | Canals                | Carrer Diputació, 1. 46650 Canals                               | [[Fitxer:\|100px]] | Clica ací per a carregar la teua image |
| Agència de Lectura Municipal del Genovés                                         | el Genovés            | C/ de los Mártires, 2. 46894 Genovés                            | [[Fitxer:\|100px]] | Clica ací per a carregar la teua image |
| Biblioteca Pública Municipal de l' Alcúdia de Crespins                           | l'Alcúdia de Crespins | Plaça de la Generalitat, s/n. 46690 L'Alcúdia de Crespins       | [[Fitxer:\|100px]] | Clica ací per a carregar la teua image |
| Agència de Lectura Municipal de la Font de la Figuera - Anna Maria Ibars Ibars   | la Font de la Figuera | c/ Arcediano Ros, 10. 46630 La Font de la Figuera               | [[Fitxer:\|100px]] | Clica ací per a carregar la teua image |
| Agència de Lectura Municipal de la Llosa de Ranes                                | la Llosa de Ranes     | Plaça Pintor Dies, 3. 46815 La Llosa de Ranes                   | [[Fitxer:\|100px]] | Clica ací per a carregar la teua image |
| Agència de Lectura Municipal de Moixent                                          | Moixent               | c/ Santes Reliquies, 3 - 1. 46640 Moixent                       | [[Fitxer:\|100px]] | Clica ací per a carregar la teua image |
| Agència de Lectura Municipal de Novetlè                                          | Novetlè               | c/ Miguel Hernández, s/n. 46800 Novetlè                         | [[Fitxer:\|100px]] | Clica ací per a carregar la teua image |
| Agència de Lectura Municipal de Vallada                                          | Vallada               | C/ Santísimo Cristo, 6. 46691 Vallada                           |                    | Clica ací per a carregar la teua image |
| Biblioteca Auxiliar de l'Arxiu Municipal de Xàtiva                               | Xàtiva                | Plaça de la Trinitat, 7. 46800 Xàtiva                           | [[Fitxer:\|100px]] | Clica ací per a carregar la teua image |
| Biblioteca CEFIRE de Xàtiva - Centre de Formació, Innovació i Recursos Educatius | Xàtiva                | Avda. Pintor Juan Francés Gandía, 1, Edificio EOI. 46800 Xàtiva | [[Fitxer:\|100px]] | Clica ací per a carregar la teua image |
| Biblioteca del Centre Asociat de la UNED de Alzira-València - Aula de Xàtiva     | Xàtiva                | C/ Sant Agusti, 9. 46800 Xàtiva                                 | [[Fitxer:\|100px]] | Clica ací per a carregar la teua image |
| Biblioteca de l'Hospital Lluís Alcanyis                                          | Xàtiva                | Ctra. Xativa - Silla, Km. 2                                     | [[Fitxer:\|100px]] | Clica ací per a carregar la teua image |
| Biblioteca Històrica de la Col·legiata de Santa Maria                            | Xàtiva                | C/ Calixto III, 6. 46800 Xàtiva                                 | [[Fitxer:\|100px]] | Clica ací per a carregar la teua image |
| Biblioteca Pública Municipal de Xàtiva - Miguel Bordonan                         | Xàtiva                | Alameda Jaume I, 56. 46800 Xàtiva                               | [[Fitxer:\|100px]] | Clica ací per a carregar la teua image |

## Horta Nord
| Nom | Municipi               | Adreça | Foto               | Click per a pujar foto                 |
| --- | ---------------------- | --- | ------------------ | -------------------------------------- |
| Agència de Lectura Municipal d'Albalat dels Sorells                                                             | Albalat dels Sorells   | c/ Dr. Valls, 10, Centro Bibliográfico Municipal. 46135 Albalat dels Sorells                              | [[Fitxer:\|100px]] | Clica ací per a carregar la teua image |
| Biblioteca Pública Municipal d'Alboraia                                                                         | Alboraia               | c/ de la Mar, 1                                                                                           |                    | Clica ací per a carregar la teua image |
| Agència de Lectura Municipal d'Albuixec                                                                         | Albuixec               | c/ Mayor, 23, 1º                                                                                          | [[Fitxer:\|100px]] | Clica ací per a carregar la teua image |
| Agència de Lectura Municipal d'Alfara del Patriarca                                                             | Alfara del Patriarca   | c/ Emilio Ramón Llin, s/n                                                                                 | [[Fitxer:\|100px]] | Clica ací per a carregar la teua image |
| Biblioteca de la Universitat CEU Cardenal Herrera - Biblioteca Central - Alfara del Patriarca                   | Alfara del Patriarca   | c/ Luis Vives, 2                                                                                          | [[Fitxer:\|100px]] | Clica ací per a carregar la teua image |
| Biblioteca Pública Municipal d'Almàssera                                                                        | Almàssera              | Plaça Major, 1. 46132 Almàssera                                                                           |                    | Clica ací per a carregar la teua image |
| Agència de Lectura Municipal de Bonrepòs i Mirambell                                                            | Bonrepòs i Mirambell   | c/ Rei en Jaume, 2, Casa de la Cultura. Primer piso                                                       | [[Fitxer:\|100px]] | Clica ací per a carregar la teua image |
| Biblioteca de la Universitat de València - Biblioteca de Ciències Eduard Boscà                                  | Burjassot              | Carrer Doctor Moliner, 50. 46100 Burjassot                                                                |                    | Clica ací per a carregar la teua image |
| Biblioteca de la Universitat de València - Biblioteca de Farmàcia                                               | Burjassot              | Avinguda. Vicent Andrés Estellés, s/n, Campus de Burjassot. 46100 Burjassot                               | [[Fitxer:\|100px]] | Clica ací per a carregar la teua image |
| Biblioteca del Col·legi Major Sant Joan de Ribera                                                               | Burjassot              | Plz. San Juan de la Ribera, 6. 46100 Burjassot                                                            | [[Fitxer:\|100px]] | Clica ací per a carregar la teua image |
| Biblioteca Pública Municipal de Burjassot                                                                       | Burjassot              | Carrer Mariana Pineda, 93 - 95. 46100 Burjassot                                                           |                    | Clica ací per a carregar la teua image |
| Biblioteca Pública Municipal del Puig                                                                           | el Puig de Santa Maria | c/ de L'Estació, s/n                                                                                      | [[Fitxer:\|100px]] | Clica ací per a carregar la teua image |
| Biblioteca Pública Municipal Foios                                                                              | Foios                  | c/ Periodista Badía, 5                                                                                    |                    | Clica ací per a carregar la teua image |
| Biblioteca de la Universitat Catòlica de València Sant Vicent Màrtir - Biblioteca Seu Godella                   | Godella                | c/ Sagrado Corazón, 5                                                                                     | [[Fitxer:\|100px]] | Clica ací per a carregar la teua image |
| Biblioteca Pública Municipal de Godella                                                                         | Godella                | c/ Rocafort, 3                                                                                            |                    | Clica ací per a carregar la teua image |
| Biblioteca Pública Municipal de la Pobla de Farnals                                                             | la Pobla de Farnals    | c/ Miguel Marqués, 9A                                                                                     | [[Fitxer:\|100px]] | Clica ací per a carregar la teua image |
| Agència de Lectura Municipal de Massalfassar                                                                    | Massalfassar           | Avda. Blasco Ibañez, s/n, 2º. Centro Cívico                                                               |                    | Clica ací per a carregar la teua image |
| Biblioteca Central de Capuxins d'Espanya, seu Massamagrell                                                      | Massamagrell           | c/ Libertad, 2                                                                                            | [[Fitxer:\|100px]] | Clica ací per a carregar la teua image |
| Biblioteca Pública Municipal de Massamagrell                                                                    | Massamagrell           | Paseo del rei Don Jaume, 4                                                                                | [[Fitxer:\|100px]] | Clica ací per a carregar la teua image |
| Biblioteca Pública Municipal de Meliana                                                                         | Meliana                | Plz. de la Cultura, 4                                                                                     | [[Fitxer:\|100px]] | Clica ací per a carregar la teua image |
| Biblioteca de l'Institut Valencià d'Investigacions Agràries - IVIA                                              | Montcada               | Ctra. Moncada a Náquera, Km. 4,5                                                                          | [[Fitxer:\|100px]] | Clica ací per a carregar la teua image |
| Biblioteca del Seminari Metropolità de La Immaculada                                                            | Montcada               | Avda. del Seminario, s/n                                                                                  | [[Fitxer:\|100px]] | Clica ací per a carregar la teua image |
| Biblioteca Pública Municipal de Montcada                                                                        | Montcada               | Carrer Major, 35. 46113 Montcada                                                                          |                    | Clica ací per a carregar la teua image |
| Biblioteca Pública Municipal de Museros - Juan Bautista Muñoz Ferrandis                                         | Museros                | Carrer de les Escoles Velles, s/n. 46136 Museros                                                          | [[Fitxer:\|100px]] | Clica ací per a carregar la teua image |
| Biblioteca Pública Municipal de Paterna - Vicente Miguel Carceller                                              | Paterna                | c/ Sant Vicent Ferrer, 6 - 8, Centro Social La Canyada                                                    | [[Fitxer:\|100px]] | Clica ací per a carregar la teua image |
| Centre de Documentació del Centre d'Investigació i Desenvolupament Tecnològic del Sector Agroalimentari - AINIA | Paterna                | c/ Benjamín Franklin, 5 - 11, Parque Tecnológico                                                          | [[Fitxer:\|100px]] | Clica ací per a carregar la teua image |
| Centro de Documentació de l'Institut Tecnològic de l'Energia - ITE                                              | Paterna                | Avda. Juan de la Cierva, 24, Parque Tecnológico                                                           | [[Fitxer:\|100px]] | Clica ací per a carregar la teua image |
| Centre de Documentació de l'Instituto Tecnològic de Plàstic - AIMPLAS                                           | Paterna                | C/ Gustave Eiffel, 4, Parque Tecnológico. 46980 Paterna                                                   | [[Fitxer:\|100px]] | Clica ací per a carregar la teua image |
| Centre de Documentació de l'Institut Tecnològic Metalmecànic, Moble, Fusta, Embalatge i Afins - AIDIMME         | Paterna                | Avda. Benjamín Franklin, 13, Parque Tecnológico. 46980 Paterna                                            | [[Fitxer:\|100px]] | Clica ací per a carregar la teua image |
| Agència de Lectura Municipal de Paterna - La Coma                                                               | Paterna                | c/ Picanya, s/n, Centre Sociocultural Juan Alfonso Vila Blasco El Cura | [[Fitxer:\|100px]] | Clica ací per a carregar la teua image |
| Agència de Lectura Municipal de Paterna - Terramelar                                                            | Paterna                | c/ Alginet, 6, Centro Cívico de Terramelar                                                                | [[Fitxer:\|100px]] | Clica ací per a carregar la teua image |
| Biblioteca de l'Institut d'Agroquímica i Tecnologia dels Aliments (CSIC)                                        | Paterna                | c/ Catedrático Agustín Escardino Benlloch, 7, Parque Científico.                                          | [[Fitxer:\|100px]] | Clica ací per a carregar la teua image |
| Biblioteca de l'Institut de Física Corpuscular (CSIC/UV)                                                        | Paterna                | c/ Catedrático José Beltrán, 2, Apartado de Correos 22085 Edificio Institutos de Investigación de Paterna | [[Fitxer:\|100px]] | Clica ací per a carregar la teua image |
| Biblioteca Pública Municipal de Paterna - La Cova Gran                                                          | Paterna                | c/ Godella, 30                                                                                            |                    | Clica ací per a carregar la teua image |
| Biblioteca Pública Municipal de Puçol                                                                           | Puçol                  | c/ Santa Teresa de Jesús, 10. 46530 Puçol                                                                 | [[Fitxer:\|100px]] | Clica ací per a carregar la teua image |
| Biblioteca Pública Municipal de Rafelbunyol                                                                     | Rafelbunyol            | c/ Josep Maria Llopis, 4                                                                                  |                    | Clica ací per a carregar la teua image |
| Biblioteca Pública Municipal de Rocafort                                                                        | Rocafort               | c/ Mayor, s/n                                                                                             | [[Fitxer:\|100px]] | Clica ací per a carregar la teua image |
| Biblioteca Pública Municipal de Tavernes Blanques                                                               | Tavernes Blanques      | c/ Castellón, 2, Centro Sociocultural La Altruista, 1ª planta | [[Fitxer:\|100px]] | Clica ací per a carregar la teua image |
| Agència de Lectura Municipal de Vinalesa                                                                        | Vinalesa               | Carrer de la Fàbrica, 1. 46114 Vinalesa                                                                   |                    | Clica ací per a carregar la teua image |

## Horta Sud
| Nom | Municipi        | Adreça                                                     | Foto               | Click per a pujar foto                 |
| --- | --------------- | ---------------------------------------------------------- | ------------------ | -------------------------------------- |
| Agència de Lectura Municipal d'Alaquàs - Sanchís Almiñano                                               | Alaquàs         | c/ Vicente Lis Barona, s/n                                 | [[Fitxer:\|100px]] | Clica ací per a carregar la teua image |
| Biblioteca pública municipal d'Alaquàs Ausiàs March                                                     | Alaquàs         | c/ Antonia María de Oviedo, 5                              |                    | Clica ací per a carregar la teua image |
| Biblioteca Pública Municipal d'Albal                                                                    | Albal           | c/ Hernández Lázaro, 178                                   | [[Fitxer:\|100px]] | Clica ací per a carregar la teua image |
| Biblioteca Pública Municipal d'Alcàsser                                                                 | Alcàsser        | c/ Vicente Iborra, 6                                       | [[Fitxer:\|100px]] | Clica ací per a carregar la teua image |
| Biblioteca Pública Municipal d'Aldaia - Juan Gil Albert                                                 | Aldaia          | Plz. de la Cultura, s/n. 46960 Aldaia                      |                    | Clica ací per a carregar la teua image |
| Biblioteca Municipal d'Alfafar                                                                          | Alfafar         | c/ Ortega y Gasset, 2                                      |                    | Clica ací per a carregar la teua image |
| Agència de Lectura Municipal d'Alfafar - Barri d'Orba                                                   | Alfafar         | Carrer d'Aldaia, 8. 46910 Alfafar                          |                    | Clica ací per a carregar la teua image |
| Biblioteca Pública Municipal de Benetússer                                                              | Benetússer      | c/ Nuestra Señora del Socorro, 64                          |                    | Clica ací per a carregar la teua image |
| Agència de Lectura Municipal de Beniparell                                                              | Beniparrell     | C/ de Santa Bárbara, 25. 46469 Beniparrell                 | [[Fitxer:\|100px]] | Clica ací per a carregar la teua image |
| Biblioteca Pública Municipal Enric Valor - Catarroja                                                    | Catarroja       | c/ Esteve Paluzié, 2                                       | [[Fitxer:\|100px]] | Clica ací per a carregar la teua image |
| Agència de Lectura Municipal El Carme-Socusa de Manises                                                 | Manises         | Carrer València, 44. 46940 Manises                         | [[Fitxer:\|100px]] | Clica ací per a carregar la teua image |
| Agència de Lectura Municipal Sant Francesc de Manises                                                   | Manises         | c/ Simetes, s/n. 46940 Manises                             | [[Fitxer:\|100px]] | Clica ací per a carregar la teua image |
| Biblioteca Pública Municipal Enric Valor - Manises                                                      | Manises         | Carrer Major, 91. 46940 Manises                            |                    | Clica ací per a carregar la teua image |
| Biblioteca Pública Municipal de Massanassa                                                              | Massanassa      | Plz. del País Valencià, 5, 2º                              |                    | Clica ací per a carregar la teua image |
| Agència de Lectura Municipal - El Quint                                                                 | Mislata         | c/ Quint, 17. 46920 Mislata                                | [[Fitxer:\|100px]] | Clica ací per a carregar la teua image |
| Agència de Lectura Municipal de Mislata - Santa Cecília                                                 | Mislata         | c/ Santa Cecilia, 4. 46920 Mislata                         | [[Fitxer:\|100px]] | Clica ací per a carregar la teua image |
| Biblioteca Pública Municipal Mislata                                                                    | Mislata         | Plaça Nou d'Octubre, s/n. 46920 Mislata                    |                    | Clica ací per a carregar la teua image |
| Biblioteca Pública Municipal de Paiporta                                                                | Paiporta        | Plz. Església de Sant Jordi, 10                            | [[Fitxer:\|100px]] | Clica ací per a carregar la teua image |
| Biblioteca Pública Municipal de Picanya                                                                 | Picanya         | Plz. Mayor, 16                                             | [[Fitxer:\|100px]] | Clica ací per a carregar la teua image |
| Biblioteca del Centre Penitenciari de València                                                          | Picassent       | Ctra. N-340, Km. 225                                       | [[Fitxer:\|100px]] | Clica ací per a carregar la teua image |
| Biblioteca del Centre Penitenciari Preventiu València II                                                | Picassent       | Ctra. Nacional 340, Km. 225                                | [[Fitxer:\|100px]] | Clica ací per a carregar la teua image |
| Biblioteca Escola Centre d'Internament Social de València                                               | Picassent       | Ctra. N-340, Km. 225. 46220 Picassent                      | [[Fitxer:\|100px]] | Clica ací per a carregar la teua image |
| Biblioteca Pública Municipal de Picassent                                                               | Picassent       | c/ Jaume I, 15, Casa de la Cultura. 46220 Picassent        | [[Fitxer:\|100px]] | Clica ací per a carregar la teua image |
| Biblioteca Pública Municipal de Quart de Poblet                                                         | Quart de Poblet | c/ Reverendo Padre José Palacios, 2. 46930 Quart de Poblet | [[Fitxer:\|100px]] | Clica ací per a carregar la teua image |
| Biblioteca Pública Municipal de Sedaví                                                                  | Sedaví          | Avda. Doctor Gómez Ferrer, 32. 46910 Sedaví                |                    | Clica ací per a carregar la teua image |
| Biblioteca Pública Municipal de Silla                                                                   | Silla           | Avinguda d'Alacant, 45. 46460 Silla                        | [[Fitxer:\|100px]] | Clica ací per a carregar la teua image |
| Biblioteca - Centre documentació CEFIRE de Torrent - Centre de Formació, Innovació i Recursos Educatius | Torrent         | Carrer de la Policia Local, s/n. 46900 Torrent             | [[Fitxer:\|100px]] | Clica ací per a carregar la teua image |
| Biblioteca Casa de Cultura, Torrent                                                                     | Torrent         | c/ Sagra, 17. 46900 Torrent                                | [[Fitxer:\|100px]] | Clica ací per a carregar la teua image |
| Biblioteca de la Facultat de Teologia de València Sant Vicent Ferrer - Biblioteca de Torrent            | Torrent         | c/ Maestro Chapí, 50. 46900 Torrent                        | [[Fitxer:\|100px]] | Clica ací per a carregar la teua image |
| Biblioteca Metro                                                                                        | Torrent         | Avda. del Vedat, 103, Edificio Metro. 46900 Torrent        |                    | Clica ací per a carregar la teua image |
| Agència de Lectura Municipal de Xirivella - Barri de la Llum                                            | Xirivella       | c/ Constantí Llombart, 1                                   | [[Fitxer:\|100px]] | Clica ací per a carregar la teua image |
| Biblioteca Pública Municipal de Xirivella - Ausiàs Marc                                                 | Xirivella       | c/ Palleter, 2                                             |                    | Clica ací per a carregar la teua image |
| Biblioteca Pública Municipal de Xirivella - Barri de Sant Ramon                                         | Xirivella       | c/ Montealegre, 6, Centro Cívico Ernest Lluch              | [[Fitxer:\|100px]] | Clica ací per a carregar la teua image |

## Hoya de Buñol
| Nom                                                      | Municipi  | Adreça                                          | Foto               | Click per a pujar foto                 |
| -------------------------------------------------------- | --------- | ----------------------------------------------- | ------------------ | -------------------------------------- |
| Agència de Lectura Municipal de Alboraig                 | Alboraig  | Avenida de la Música, 32, Bajo. 46369 Alborache | [[Fitxer:\|100px]] | Clica ací per a carregar la teua image |
| Biblioteca Pública Municipal de Bunyol                   | Bunyol    | c/ Pelayo, 12. 46360 Buñol                      |                    | Clica ací per a carregar la teua image |
| Biblioteca Pública Municipal de Xest                     | Xest      | c/ Pedralba, s/n. 46380 Cheste                  |                    | Clica ací per a carregar la teua image |
| Biblioteca Pública Municipal de Xiva - Centre Polivalent | Xiva      | c/ Pascual Piquer, 1. 46370 Chiva               | [[Fitxer:\|100px]] | Clica ací per a carregar la teua image |
| Agència de Lectura Municipal de Godelleta                | Godelleta | C/ Cervantes, 1. 46388 Godelleta                |                    | Clica ací per a carregar la teua image |
| Agència de Lectura Municipal de Macastre                 | Macastre  | Plaza de los Árboles, 1. 46368 Macastre         |                    | Clica ací per a carregar la teua image |
| Agència de Lectura Municipal de Setaigües                | Setaigües | Calle del Arrabal, 2. 46392 Siete Aguas         |                    | Clica ací per a carregar la teua image |
| Agència de Lectura Municipal de Iàtova                   | Iàtova    | c/ Virgen del Rosario, 3. 46367 Yátova          |                    | Clica ací per a carregar la teua image |

## Ribera Alta
| Nom                                                                                          | Municipi              | Adreça                                                | Foto               | Click per a pujar foto                 |
| -------------------------------------------------------------------------------------------- | --------------------- | ----------------------------------------------------- | ------------------ | -------------------------------------- |
| Biblioteca Pública Municipal d'Alberic                                                       | Alberic               | c/ Pintor Ribera, 3. 46260 Alberic                    | [[Fitxer:\|100px]] | Clica ací per a carregar la teua image |
| Agència de Lectura d'Alcàntera de Xúquer                                                     | Alcàntera de Xúquer   | c/ Mare de Déu del Puig, 4. 46293 Alcàntera de Xúquer | [[Fitxer:\|100px]] | Clica ací per a carregar la teua image |
| Agència de Lectura Municipal d'Alfarp                                                        | Alfarb                | c/ Valencia, 13                                       | [[Fitxer:\|100px]] | Clica ací per a carregar la teua image |
| Biblioteca Municipal d'Algemesí                                                              | Algemesí              | c/ Lluís Vives, 9                                     |                    | Clica ací per a carregar la teua image |
| Biblioteca Pública Municipal d'Alginet                                                       | Alginet               | Carrer de l'Arquebisbe Sanchis, 26, 1º. 46230 Alginet |                    | Clica ací per a carregar la teua image |
| Biblioteca de l'Hospital Universitari de la Ribera                                           | Alzira                | Carretera de Corbera Km 1. 46600 Alzira               | [[Fitxer:\|100px]] | Clica ací per a carregar la teua image |
| Biblioteca de la Universitat Catòlica de València Sant Vicent Màrtir - Biblioteca Seu Alzira | Alzira                | Polígono de Tulell                                    | [[Fitxer:\|100px]] | Clica ací per a carregar la teua image |
| Biblioteca del Centre Asociat de la UNED d'Alzira-València - Seu d'Alzira                    | Alzira                | Ctra. de Gandía, s/n                                  | [[Fitxer:\|100px]] | Clica ací per a carregar la teua image |
| Biblioteca Pública Municipal d'Alzira                                                        | Alzira                | Carrer Escoles Píes, 6. 46600 Alzira                  |                    | Clica ací per a carregar la teua image |
| Agència de Lectura Municipal d'Antella                                                       | Antella               | c/ del Rey, 4. 46266 Antella                          |                    | Clica ací per a carregar la teua image |
| Biblioteca Pública Municipal de Benifaió                                                     | Benifaió              | c/ Santa Bàrbera, 42. 46450 Benifaió                  |                    | Clica ací per a carregar la teua image |
| Agència de Lectura Municipal de Benimodo                                                     | Benimodo              | Avinguda del Llaurador, 7. 46291 Benimodo             |                    | Clica ací per a carregar la teua image |
| Biblioteca Pública Municipal de Carcaixent - Julián Ribera Tarragó                           | Carcaixent            | c/ Jaume I, 33                                        | [[Fitxer:\|100px]] | Clica ací per a carregar la teua image |
| Biblioteca Municipal Raúl Carbonell Sala                                                     | Càrcer                | c/ Casto Momblanch, 16                                |                    | Clica ací per a carregar la teua image |
| Biblioteca Pública Municipal de Carlet                                                       | Carlet                | Avinguda de la Caixa d'Estalvis, 1. 46240 Carlet      | [[Fitxer:\|100px]] | Clica ací per a carregar la teua image |
| Biblioteca Pública Municipal Joan Fuster - Castelló (Ribera Alta)                            | Castelló de la Ribera | Carrer Major, 16. 46270 Castelló                      |                    | Clica ací per a carregar la teua image |
| Agència de Lectura Municipal de Catadau                                                      | Catadau               |                                                       | [[Fitxer:\|100px]] | Clica ací per a carregar la teua image |
| Agència de Lectura Municipal de Cotes                                                        | Cotes                 | Plz. Villanueva de Castelló, 2, 1º. 46294 Cotes       |                    | Clica ací per a carregar la teua image |
| Biblioteca Pública Municipal de Guadassuar - Salvador Mahiques                               | Guadassuar            | c/ Ortells, 5. 46610 Guadassuar                       |                    | Clica ací per a carregar la teua image |
| Biblioteca Pública Municipal de l'Alcúdia                                                    | l'Alcúdia             | Carrer Pintor Vergara, 28. 46250 L'Alcúdia            |                    | Clica ací per a carregar la teua image |
| Agència de Lectura Municipal de la Pobla Llarga                                              | la Pobla Llarga       | Paseo de la Glorieta, s/n                             | [[Fitxer:\|100px]] | Clica ací per a carregar la teua image |
| Agència de Lectura Municipal Sant Joan de Llombai                                            | Llombai               | Avda. Marqués de Llombai, 6                           | [[Fitxer:\|100px]] | Clica ací per a carregar la teua image |
| Agència de Lectura Municipal de Manuel                                                       | Manuel                | c/ Ángel, 28                                          |                    | Clica ací per a carregar la teua image |
| Agència de Lectura Municipal de Massalavés                                                   | Massalavés            | Plz. Méndez Núñez, 7                                  | [[Fitxer:\|100px]] | Clica ací per a carregar la teua image |
| Agència de Lectura Municipal de Montroi                                                      | Montroi               | Plz. del Ayuntamiento, 11. 46193 Montroi              | [[Fitxer:\|100px]] | Clica ací per a carregar la teua image |
| Biblioteca Pública Municipal de Montserrat                                                   | Montserrat            | c/ Dos de Maig, 6. 46192 Montserrat                   |                    | Clica ací per a carregar la teua image |
| Agència de Lectura Municipal de Rafelguaraf                                                  | Rafelguaraf           | C/ Juan Silvestre, 1. 46666 Rafelguaraf               | [[Fitxer:\|100px]] | Clica ací per a carregar la teua image |
| Agència de Lectura Municipal de Real                                                         | Real                  | Carrer del Riu Magre, s/n, 1er. 46194 Real            | [[Fitxer:\|100px]] | Clica ací per a carregar la teua image |
| Agència de Lectura Municipal de Senyera                                                      | Senyera               | Carrer Major, 7, 1º. 46669 Senyera                    | [[Fitxer:\|100px]] | Clica ací per a carregar la teua image |
| Biblioteca Pública Municipal de Turís                                                        | Torís                 | c/ Pablo Iglesias, s/n. 46389 Turís                   |                    | Clica ací per a carregar la teua image |
| Agència de Lectura Municipal de Tous                                                         | Tous                  | C/ Santa Bárbara, s/n. 46269 Tous                     |                    | Clica ací per a carregar la teua image |

## Ribera Baixa
| Nom                                                              | Municipi             | Adreça                                                      | Foto               | Click per a pujar foto                 |
| ---------------------------------------------------------------- | -------------------- | ----------------------------------------------------------- | ------------------ | -------------------------------------- |
| Biblioteca Pública Municipal Joan Fuster - Albalat de la Ribera  | Albalat de la Ribera | Carrer del Delme, 23. 46687 Albalat de la Ribera            |                    | Clica ací per a carregar la teua image |
| Biblioteca Pública Municipal d'Almussafes                        | Almussafes           | Carrer dels Llauradors, 42. 46440 Almussafes                |                    | Clica ací per a carregar la teua image |
| Agència de Lectura Municipal de Benicull de Xúquer - Enric Valor | Benicull de Xúquer   | c/ Rey Juan Carlos I, s/n. 46689 Benicull                   | [[Fitxer:\|100px]] | Clica ací per a carregar la teua image |
| Biblioteca Pública Municipal de Corbera - Centre Cultural        | Corbera              | C/ Blasco Ibáñez, 32. 46612 Corbera                         |                    | Clica ací per a carregar la teua image |
| Biblioteca Pública Municipal de Cullera                          | Cullera              | Carrer La Bega, 14. 46400 Cullera                           |                    | Clica ací per a carregar la teua image |
| Agència de Lectura Municipal de Favara                           | Favara               | Plz. de la Cultura, s/n                                     | [[Fitxer:\|100px]] | Clica ací per a carregar la teua image |
| Agència de Lectura Municipal de Fortaleny                        | Fortaleny            | c/ San Roque, 1                                             | [[Fitxer:\|100px]] | Clica ací per a carregar la teua image |
| Agència de Lectura Municipal Polinyà de Xúquer                   | Polinyà de Xúquer    | Carrer Canonge Hernandis, 6. 46688 Polinyà de Xúquer        |                    | Clica ací per a carregar la teua image |
| Agència de Lectura Municipal de Riola                            | Riola                | Plaça del País Valencià, 1. 46418 Riola                     | [[Fitxer:\|100px]] | Clica ací per a carregar la teua image |
| Agència de Lectura Municipal de Sollana                          | Sollana              | c/ Dr. López Ibor 29. 46430 Sollana                         |                    | Clica ací per a carregar la teua image |
| Agència de Lectura Municipal - El Perelló                        | Sueca                | Carrer del Baró de Ruaia, 1. 46420 El Perelló, Sueca        |                    | Clica ací per a carregar la teua image |
| Agència de Lectura Municipal - El Mareny de Barraquetes          | Sueca                | Carrer de l'Alter, 1. 46419 El Mareny de Barraquetes, Sueca | [[Fitxer:\|100px]] | Clica ací per a carregar la teua image |
| Biblioteca Pública Municipal de Sueca                            | Sueca                | Placeta Molins de la Vila, 9                                |                    | Clica ací per a carregar la teua image |

## Racó d'Ademús
| Nom                                          | Municipi     | Adreça                                       | Foto               | Click per a pujar foto                 |
| -------------------------------------------- | ------------ | -------------------------------------------- | ------------------ | -------------------------------------- |
| Agència de Lectura Municipal de Castellfabib | Castellfabib | C/ Don Enrique Fornás, 1. 46141 Castielfabib | [[Fitxer:\|100px]] | Clica ací per a carregar la teua image |

## Safor
| Nom                                                                                          | Municipi                  | Adreça                                                              | Foto               | Click per a pujar foto                 |
| -------------------------------------------------------------------------------------------- | ------------------------- | ------------------------------------------------------------------- | ------------------ | -------------------------------------- |
| Agència de Lectura Municipal d'Ador                                                          | Ador                      | Carrer Joan Martorell, 1. 46724 Ador                                | [[Fitxer:\|100px]] | Clica ací per a carregar la teua image |
| Agència de Lectura Municipal de Barx                                                         | Barx                      | C/ Gandía, 55, 1º. 46758 Barx                                       | [[Fitxer:\|100px]] | Clica ací per a carregar la teua image |
| Biblioteca Pública Municipal de Bellreguard                                                  | Bellreguard               | Carrer del Clot de l'Era, 8. 46713 Bellreguard                      |                    | Clica ací per a carregar la teua image |
| Agència de Lectura Municipal de Beniarjó                                                     | Beniarjó                  | Parc de l'Estació, s/n. 46722 Beniarjó                              |                    | Clica ací per a carregar la teua image |
| Agència de Lectura Municipal de Benifairó de la Valldigna                                    | Benifairó de la Valldigna | C/ Pío XII, 3. 46791 Benifairó de la Valldigna                      | [[Fitxer:\|100px]] | Clica ací per a carregar la teua image |
| Agència de Lectura Municipal de Benirredrà                                                   | Benirredrà                | Plaça de l'Ajuntament, 1. 46703 Benirredrà                          | [[Fitxer:\|100px]] | Clica ací per a carregar la teua image |
| Agència de Lectura Municipal de Daimús                                                       | Daimús                    | c/ Sant Pere, s/n                                                   | [[Fitxer:\|100px]] | Clica ací per a carregar la teua image |
| Agència de Lectura Municipal de Real de Gandía - Ausiàs Marc                                 | el Real de Gandia         | c/ del Párroco Berenguer, 14, 1º. 46727 Real de Gandia              | [[Fitxer:\|100px]] | Clica ací per a carregar la teua image |
| Agència de Lectura Municipal de Gandia - Santa Anna                                          | Gandia                    | Carrer de Santa Anna 4. 46701 Gandia                                | [[Fitxer:\|100px]] | Clica ací per a carregar la teua image |
| Agència de Lectura Municipal de Gandia - Parc de l'Estació                                   | Gandia                    | C/ Marqués de Campo, 15. 46701 Gandia                               |                    | Clica ací per a carregar la teua image |
| Bibliobús Municipal de Gandía                                                                | Gandia                    | Plz. del rei Jaume I, 10                                            |                    | Clica ací per a carregar la teua image |
| Biblioteca Infantil Municipal de Gandía - El Juvenil                                         | Gandia                    | Plz. Rei Jaume I, 10                                                |                    | Clica ací per a carregar la teua image |
| Biblioteca de la Universitat Politècnica de València (UPV) - Biblioteca Campus Gandia - CRAI | Gandia                    | c/ Paranimf, 1, Edificio H  Escola Politécnica Superior de Gandia                                                                    | [[Fitxer:\|100px]] | Clica ací per a carregar la teua image |
| Biblioteca del Centre Asociat de la UNED d'Alzira-València - Extensió Gandía                 | Gandia                    | Plz. Escuelas Pías, 7                                               | [[Fitxer:\|100px]] | Clica ací per a carregar la teua image |
| Biblioteca del Hospital Francesc de Borja                                                    | Gandia                    | Paseo de les Germanies, 71                                          | [[Fitxer:\|100px]] | Clica ací per a carregar la teua image |
| Biblioteca Històrica i dels Clàssics                                                         | Gandia                    | Plz. Rei Jaume I, 10                                                | [[Fitxer:\|100px]] | Clica ací per a carregar la teua image |
| Biblioteca Pública Municipal de Gandia - Beniopa                                             | Gandia                    | c/ L'Aigüera, 1                                                     |                    | Clica ací per a carregar la teua image |
| Biblioteca Pública Municipal de Gandia - Benipeixcar - Raval                                 | Gandia                    | c/ Ferrocarril d'Alcoi, 3                                           | [[Fitxer:\|100px]] | Clica ací per a carregar la teua image |
| Biblioteca Pública Municipal de Gandia - Covent de Sant Roc- Biblioteca Central              | Gandia                    | Plaça Rei En Jaume I, 10. 46701 Gandia                              | [[Fitxer:\|100px]] | Clica ací per a carregar la teua image |
| Biblioteca Pública Municipal de Gandia - Grau                                                | Gandia                    | c/ Mare de Déu Blanqueta, s/n. 46730 Gandia                         |                    | Clica ací per a carregar la teua image |
| Agència de Lectura Municipal de l'Alqueria de la Comtessa - Gonçal Castelló                  | l'Alqueria de la Comtessa | Carrer Sant Jaume, 1, 1º. 46715 L'Alqueria de la Comtessa           | [[Fitxer:\|100px]] | Clica ací per a carregar la teua image |
| Agència de Lectura Municipal de La Font d'En Carròs - Francesc Ferrer Pastor                 | la Font d'en Carròs       | c/ San Isidro, 5                                                    | [[Fitxer:\|100px]] | Clica ací per a carregar la teua image |
| Agència de Lectura Municipal d'Almoines                                                      | Almoines                  | c/ de Sant Francesc, s/n, 1º. 46723 Almoines                        |                    | Clica ací per a carregar la teua image |
| Agència de Lectura Municipal de Miramar                                                      | Miramar                   | Avda. del Mar, 25                                                   | [[Fitxer:\|100px]] | Clica ací per a carregar la teua image |
| Agència de Lectura Municipal - de L'Envic (Oliva)                                            | Oliva                     | Passeig de Gregori Maians, 36. 46780 Oliva                          | [[Fitxer:\|100px]] | Clica ací per a carregar la teua image |
| Biblioteca Pública Municipal d'Oliva                                                         | Oliva                     | c/ Tamarit, 6. 46780 Oliva                                          | [[Fitxer:\|100px]] | Clica ací per a carregar la teua image |
| Biblioteca Municipal de Palma de Gandia                                                      | Palma de Gandia           | Avinguda de la Constitució, 100. 46724 Palma de Gandia              |                    | Clica ací per a carregar la teua image |
| Agència de Lectura Municipal de Palmera                                                      | Palmera                   | Prolongació del Carrer l'Església, 8, 1º. 46714 Palmera             |                    | Clica ací per a carregar la teua image |
| Agència de Lectura Municipal de Piles                                                        | Piles                     | Plaça de les Moreres, 3, 2º. 46712 Piles                            | [[Fitxer:\|100px]] | Clica ací per a carregar la teua image |
| Agència de Lectura Municipal de Potries                                                      | Potries                   | Carrer Jaume I, 57. 45721 Potries                                   |                    | Clica ací per a carregar la teua image |
| Agència de Lectura Municipal de Rafelcofer                                                   | Rafelcofer                | c/ La Pau, 22                                                       |                    | Clica ací per a carregar la teua image |
| Biblioteca de Ròtova                                                                         | Ròtova                    | Plz. Mayor, 7                                                       | [[Fitxer:\|100px]] | Clica ací per a carregar la teua image |
| Agència de Lectura Municipal de Simat de la Valldigna                                        | Simat de la Valldigna     | Plz. Ramiro Calatayud, 5. 46750 Simat de la Valldigna               | [[Fitxer:\|100px]] | Clica ací per a carregar la teua image |
| Biblioteca Pública Municipal de Tavernes de la Valldigna                                     | Tavernes de la Valldigna  | Plaça Escriptor Rafael Chirbes, s/n. 46760 Tavernes de la Valldigna |                    | Clica ací per a carregar la teua image |
| Biblioteca Pública Municipal de Vilallonga                                                   | Vilallonga                | Carrer de la Pau, 14, 2º. 46720 Vilallonga                          | [[Fitxer:\|100px]] | Clica ací per a carregar la teua image |
| Biblioteca Pública Municipal de Xeraco                                                       | Xeraco                    | Plz. de Carmesina, s/n, Casa de Cultura. 46770 Xeraco               |                    | Clica ací per a carregar la teua image |
| Agència de Lectura Municipal de Xeresa                                                       | Xeresa                    | c/ La Martina, 7                                                    | [[Fitxer:\|100px]] | Clica ací per a carregar la teua image |

## Serranos
| Nom                                                     | Municipi              | Adreça                                                 | Foto               | Click per a pujar foto                 |
| ------------------------------------------------------- | --------------------- | ------------------------------------------------------ | ------------------ | -------------------------------------- |
| Agència de Lectura Municipal de les Alcubles            | les Alcubles          | C/ de la Virgen de la Salud, 10 - 12. 46172 Alcublas   |                    | Clica ací per a carregar la teua image |
| Agència de Lectura Municipal de Calles                  | Calles                | C/ Empedrado, 8. 46175 Calles                          | [[Fitxer:\|100px]] | Clica ací per a carregar la teua image |
| Agència de Lectura Municipal de Xelva                   | Xelva                 | c/ San Antonio, 5                                      |                    | Clica ací per a carregar la teua image |
| Biblioteca Escolar Pública de Domenyo                   | Domenyo               | Plz. 7 de Octubre, 5. 46174 Domeño                     | [[Fitxer:\|100px]] | Clica ací per a carregar la teua image |
| Agència de Lectura Municipal de Figueroles de Domenyo   | Figueroles de Domenyo | Avda. de Domeño, 1, Casa de Cultura. 46170 Higueruelas | [[Fitxer:\|100px]] | Clica ací per a carregar la teua image |
| Agència de Lectura Municipal de Pedralba                | Pedralba              | c/ Rocheta, 2. 46164 Pedralba                          | [[Fitxer:\|100px]] | Clica ací per a carregar la teua image |
| Agència de Lectura Municipal de Titaigües               | Titaigües             | Plaza de la Iglesia, 7. 46178 Titaguas                 | [[Fitxer:\|100px]] | Clica ací per a carregar la teua image |
| Agència de Lectura Municipal de Toixa - Maestro Aguilar | Toixa                 | c/ Maestro Aguilar, 5, 1º. 46177 Tuéjar                | [[Fitxer:\|100px]] | Clica ací per a carregar la teua image |

## Utiel-Requena
| Nom                                                                              | Municipi               | Adreça                                         | Foto               | Click per a pujar foto                 |
| -------------------------------------------------------------------------------- | ---------------------- | ---------------------------------------------- | ------------------ | -------------------------------------- |
| Agència de Lectura Municipal de Camporrobles - Maestro Aguilar                   | Camporrobles           | c/ Hernández Zazo, 2, Bajo. 46330 Camporrobles | [[Fitxer:\|100px]] | Clica ací per a carregar la teua image |
| Agència de Lectura Municipal de Caudete de las Fuentes - Don Luis García Ejarque | Caudete de las Fuentes | c/ García Berlanga, 2                          |                    | Clica ací per a carregar la teua image |
| Agència de Lectura de Xera                                                       | Xera                   | Plz. de España, 1                              | [[Fitxer:\|100px]] | Clica ací per a carregar la teua image |
| Agència de Lectura Municipal de Fuenterrobles                                    | Fuenterrobles          | Plz. Retiro, 1                                 | [[Fitxer:\|100px]] | Clica ací per a carregar la teua image |
| Biblioteca auxiliar de l'Arxiu Municipal de Requena                              | Requena                | Calle Santa María, 24. Requena                 |                    | Clica ací per a carregar la teua image |
| Biblioteca Pública Municipal de Requena                                          | Requena                | Avda. de Arrabal, 13                           |                    | Clica ací per a carregar la teua image |
| Punt de Lectura i Telecentre de San Antonio de Requena                           | Requena                | c/ Valencia, 1                                 | [[Fitxer:\|100px]] | Clica ací per a carregar la teua image |
| Agència de Lectura Municipal de Sinarques                                        | Sinarques              | c/ Eugenio Cañizares, 17. 46320 Sinarcas       | [[Fitxer:\|100px]] | Clica ací per a carregar la teua image |
| Biblioteca Pública Municipal d'Utiel                                             | Utiel                  | c/ Camino, 1                                   | [[Fitxer:\|100px]] | Clica ací per a carregar la teua image |

## Vall d’Albaida
| Nom                                                                             | Municipi                | Adreça                                                                            | Foto               | Click per a pujar foto                 |
| ------------------------------------------------------------------------------- | ----------------------- | --------------------------------------------------------------------------------- | ------------------ | -------------------------------------- |
| Agència de Lectura Municipal d'Agullent                                         | Agullent                | Carrer Major, 4, 2º. 46890 Agullent                                               |                    | Clica ací per a carregar la teua image |
| Agència de Lectura Municipal Degà Ortiz i Sanz d'Aielo de Malferit              | Aielo de Malferit       | Avda. Santísimo Cristo de la Pobreza, 3. 46812 Aielo de Malferit                  |                    | Clica ací per a carregar la teua image |
| Agència de Lectura Municipal d'Aielo de Rugat                                   | Aielo de Rugat          | c/ Trinquet, s/n                                                                  |                    | Clica ací per a carregar la teua image |
| Biblioteca Privada Estudi José Segrelles                                        | Albaida                 | Plz. Pintor Segrelles, 13                                                         | [[Fitxer:\|100px]] | Clica ací per a carregar la teua image |
| Biblioteca Pública Municipal d'Albaida                                          | Albaida                 | Plaça Major, 7. 46860 Albaida                                                     |                    | Clica ací per a carregar la teua image |
| Agència de Lectura Municipal d'Alfarrasí                                        | Alfarrasí               | Avda. De Valencia, s/n, Centro Cultural - 2 º piso. 46893 Alfarrasí               | [[Fitxer:\|100px]] | Clica ací per a carregar la teua image |
| Agència de Lectura Municipal d'Atzeneta d'Albaida                               | Atzeneta d'Albaida      | c/ Verge dels Desamparats, 36                                                     | [[Fitxer:\|100px]] | Clica ací per a carregar la teua image |
| Agència de Lectura Municipal de Bèlgida                                         | Bèlgida                 | Carrer de Sant Roc, 3. 46868 Bèlgida                                              | [[Fitxer:\|100px]] | Clica ací per a carregar la teua image |
| Biblioteca Pública Municipal de Beniatjar                                       | Beniatjar               | c/ Sant Roc, 19                                                                   | [[Fitxer:\|100px]] | Clica ací per a carregar la teua image |
| Biblioteca Municipal de Benicolet                                               | Benicolet               | Plaça de l'Ajuntament, 1. 46838 Benicolet                                         | [[Fitxer:\|100px]] | Clica ací per a carregar la teua image |
| Biblioteca Pública Municipal de Benigànim                                       | Benigànim               | Avinguda Reial, s/n. 46830 Benigànim                                              |                    | Clica ací per a carregar la teua image |
| Agència de Lectura Municipal de Bocairent                                       | Bocairent               | Plaça de l'Ajuntament, 20. 46880 Bocairent                                        |                    | Clica ací per a carregar la teua image |
| Agència de Lectura Municipal de Castelló de Rugat                               | Castelló de Rugat       | Carrer La Font, 39 46841 Castelló de Rugat                                        |                    | Clica ací per a carregar la teua image |
| Agència de Lectura Municipal del Palomar                                        | el Palomar              | Avinguda de València, 61. 46891 El Palomar                                        | [[Fitxer:\|100px]] | Clica ací per a carregar la teua image |
| Agència de Lectura Municipal de Fontanars dels Alforins                         | Fontanars dels Alforins | Carrer de las Escoles, s/n. 46635 Fontanars dels Alforins                         | [[Fitxer:\|100px]] | Clica ací per a carregar la teua image |
| Agència de Lectura Municipal de Guadassèquies                                   | Guadasséquies           | Avda. de la Constitución, 14. Primera planta del Ayuntamiento. 46839 Guadasequies |                    | Clica ací per a carregar la teua image |
| Biblioteca Pública Municipal de l'Olleria                                       | l'Olleria               | Carrer Aurora, 7. 46850 L'Olleria                                                 |                    | Clica ací per a carregar la teua image |
| Agència de Lectura Municipal de la Pobla del Duc                                | la Pobla del Duc        | Avda. Constitució, 10                                                             | [[Fitxer:\|100px]] | Clica ací per a carregar la teua image |
| Agència de Lectura Municipal de Llutxent                                        | Llutxent                | Plz. Xio, 12, 2ª planta                                                           | [[Fitxer:\|100px]] | Clica ací per a carregar la teua image |
| Agència de Lectura Municipal de Montaverner                                     | Montaverner             | Carrer Nou, 14. 46892 Montaverner                                                 | [[Fitxer:\|100px]] | Clica ací per a carregar la teua image |
| Agència de Lectura Municipal de Montitxelvo                                     | Montitxelvo             | Carrer d'Alt, 26. 46842 Montitxelvo                                               | [[Fitxer:\|100px]] | Clica ací per a carregar la teua image |
| Agència de Lectura Municipal d'Ontinyent - Sant Rafel                           | Ontinyent               | c/ Carlos Díaz, s/n                                                               | [[Fitxer:\|100px]] | Clica ací per a carregar la teua image |
| Biblioteca Auxiliar del Arxiu Municipal d'Ontinyent                             | Ontinyent               | c/ Tomás Valls, 16, c/ Tomás Valls, 16                                            | [[Fitxer:\|100px]] | Clica ací per a carregar la teua image |
| Biblioteca del Centre Asociat de la UNED d'Alzira-València - Extensió Ontinyent | Ontinyent               | Grupo Ramón Llín, s/n, Centro Social San Rafael                                   | [[Fitxer:\|100px]] | Clica ací per a carregar la teua image |
| Biblioteca Pública Municipal d'Ontinyent - Pare Lluís Galiana - Casa Velázquez  | Ontinyent               | c/ de Tomás Valls, 16                                                             | [[Fitxer:\|100px]] | Clica ací per a carregar la teua image |
| Biblioteca Pública Municipal d'Ontinyent - Sant Josep                           | Ontinyent               | Avda. Manuel Sanchis Guarner, s/n                                                 | [[Fitxer:\|100px]] | Clica ací per a carregar la teua image |
| Agència de Lectura Municipal de Quatretonda - Estanislau Alberola               | Quatretonda             | Carrer del Crist de la Fe, 88. 46837 Quatretonda                                  |                    | Clica ací per a carregar la teua image |
| Biblioteca Escolar Pública de Rugat                                             | Rugat                   | c/ Santa Rita, 4                                                                  | [[Fitxer:\|100px]] | Clica ací per a carregar la teua image |
| Agència de Lectura Municipal de Salem                                           | Salem                   | Plaça del Rei Jaume I, 9. 46843 Salem                                             | [[Fitxer:\|100px]] | Clica ací per a carregar la teua image |

## Valle de Ayora
| Nom                                                               | Municipi | Adreça                                      | Foto               | Click per a pujar foto                 |
| ----------------------------------------------------------------- | -------- | ------------------------------------------- | ------------------ | -------------------------------------- |
| Biblioteca Pública Municipal d'Aiora - Cervantes                  | Aiora    | Avda. Argentina, 38. 46620 Ayora            | [[Fitxer:\|100px]] | Clica ací per a carregar la teua image |
| Agència de Lectura Municipal de Cofrents                          | Cofrents | Plaza de España, 9. 46625 Cofrentes         |                    | Clica ací per a carregar la teua image |
| Agència de Lectura Municipal de Xalans - Vicente Llorens Castillo | Xalans   | Pasaje Don Rafael López, s/n. 46624 Jalance | [[Fitxer:\|100px]] | Clica ací per a carregar la teua image |
| Agència de Lectura Municipal de Xarafull                          | Xarafull | C/ Jarral, 19. 46623 Jarafuel               | [[Fitxer:\|100px]] | Clica ací per a carregar la teua image |